# Oreodera omissa
Oreodera omissa là một loài bọ cánh cứng trong họ Cerambycidae.